# BTR-70
BTR-70 (ryska: Бронетранспортер БТР-70) är en 8x8 hjuldriven pansarterrängbil för transport av skyttetrupp. Det utvecklades i Sovjetunionen men har använts av flera olika länder. Liksom sin föregångare BTR-60 är den amfibisk. Nytt på den här modellen var bl.a. sidodörrarna (placerade mellan mittenhjulen på båda sidor) som tillåter avsittning i flera riktningar. Dessa sidodörrar förbättrades på efterföljaren BTR-80.